# McDonald, Kansas
McDonald är en ort i Rawlins County i Kansas. Vid 2010 års folkräkning hade McDonald 160 invånare.